# Salir
Salir es una freguesia portuguesa del concelho de Loulé, con 185,29 km² de superficie y 2.775 habitantes (2011). Su densidad de población es de 15 hab/km².

## Historia
La aldea de Salir fue habitada por los celtas, pero fueron los árabes, los que les dieran mayor importancia, habiendo construido en el período de ocupación almohade, en el  siglo XII, el castillo de Salir, del que hoy apenas quedan ruinas y que se cree que fue incendiado y reconstruido en dos ocasiones. A partir de ese momento, Salir pasó a ser un punto importante y estratégico en la reconquista de Algarve, que concluyó en 1297.